# Acerrimo Moerore
Az Acerrimo Moerore XII. Piusz pápa 1949. január 2-án kelt levele a magyar püspöki karhoz. A levelet Mindszenty József bíboros, esztergomi érsek kínzása és bebörtönzése kapcsán írta.
Ebben a pápa kéri a magyar püspököket, hogy imádkozzanak Szűz Máriához, és imáikba foglalják bele azokat, akik üldözik őket. Imádkozzanak továbbá azokért is, akik gyűlöletben vagy széthúzásban élnek, és így isteni segítséggel jobb és békésebb idők köszönthetnek Magyarországra.